# Sungai Golang
Sungai Golang is een bestuurslaag in het regentschap Indragiri Hulu van de provincie Riau, Indonesië. Sungai Golang telt 761 inwoners (volkstelling 2010).